# إرفين إلستر
إرفين إلستر (بالبولندية: Erwin Elster)‏ هو رسام بولندي، ولد في 8 مايو 1887 في Korshiv, Volyn Oblast ‏ في أوكرانيا، وتوفي في 16 أبريل 1977 في غدانسك في بولندا.

## معرض صور

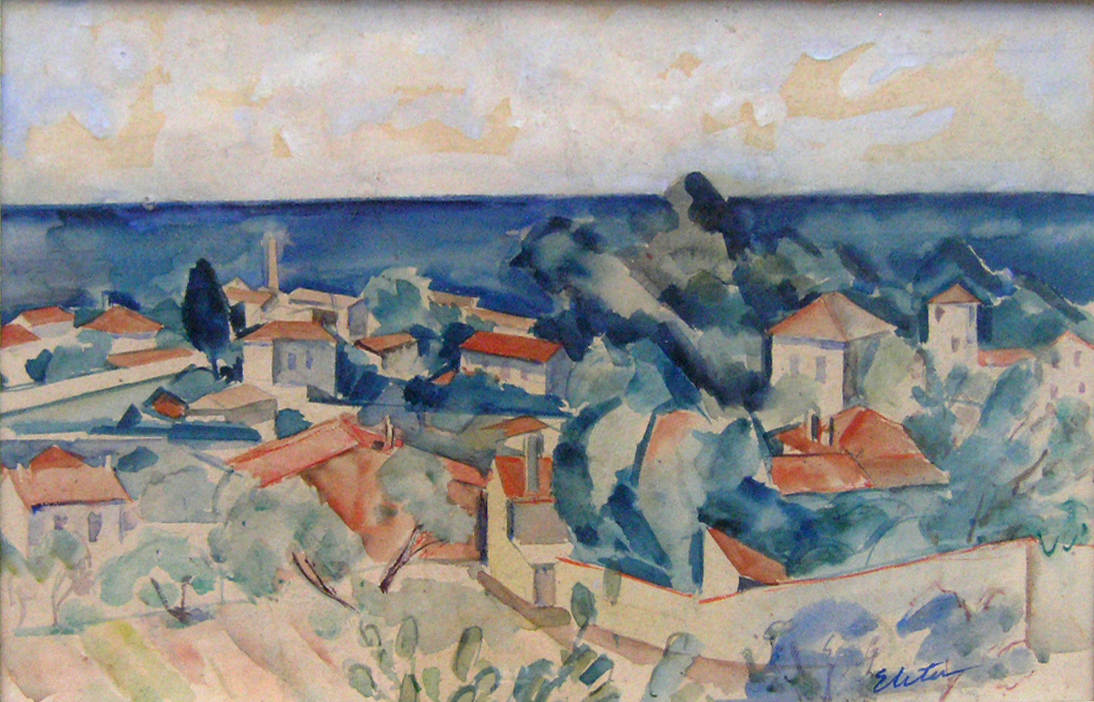
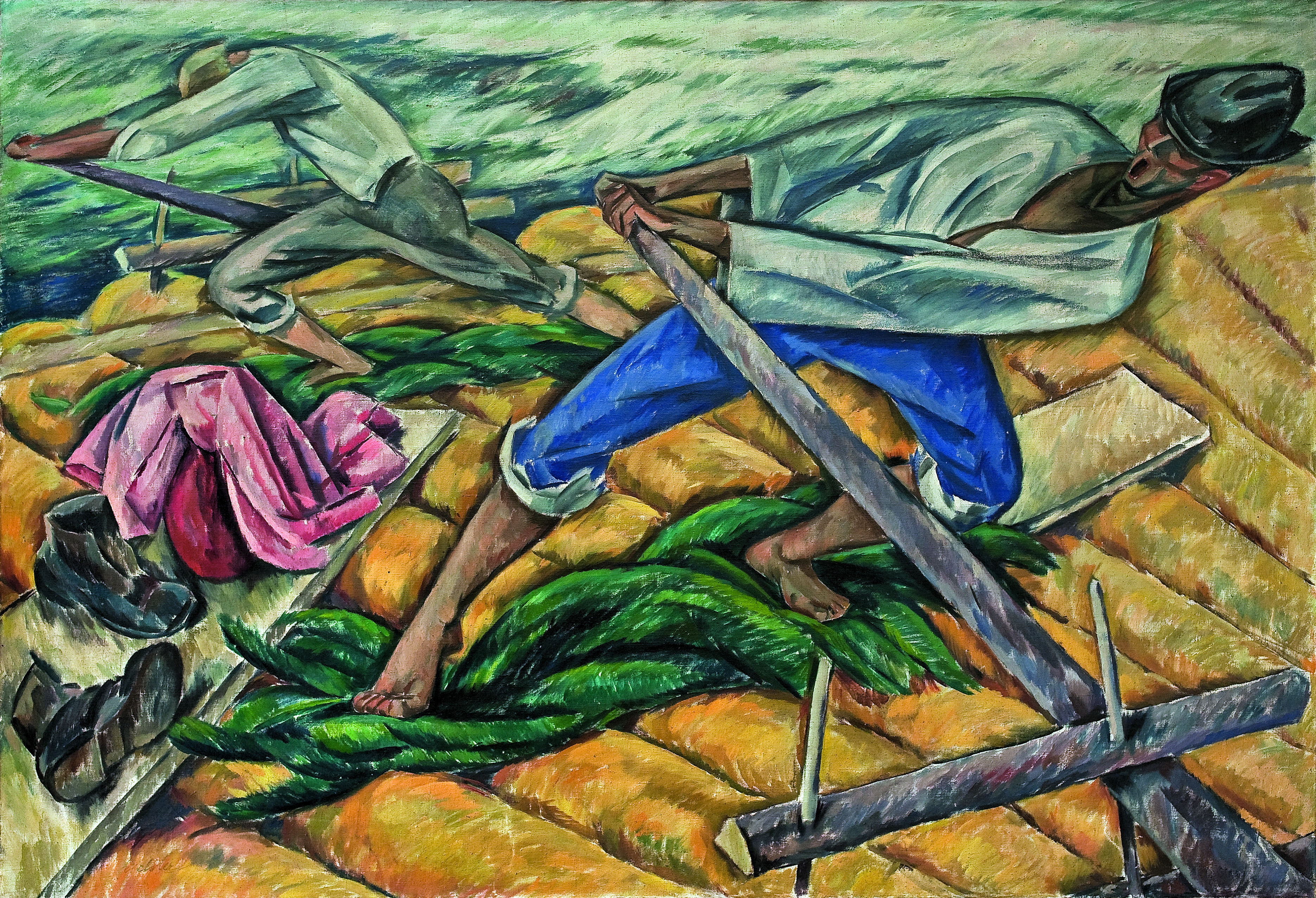
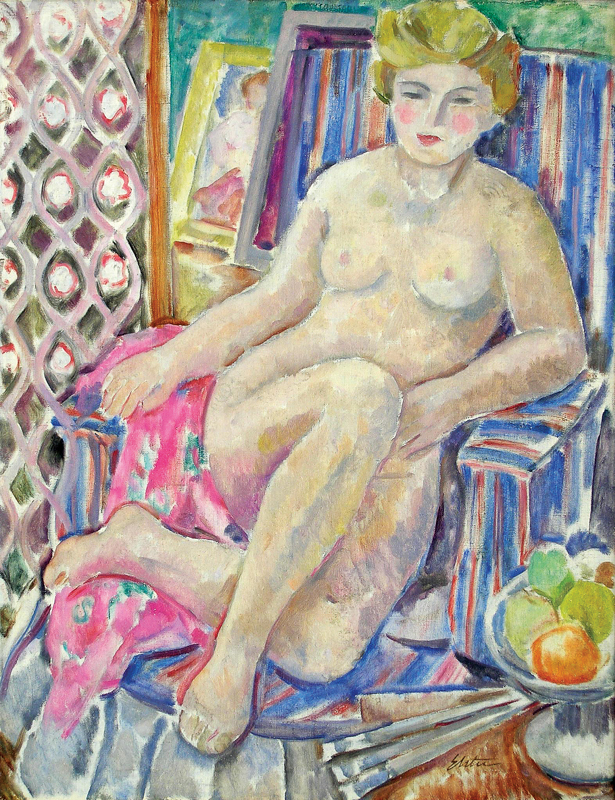